# Ян Александер Мишковський
Ян Александер Мишковський (д/н — 1687) — державний діяч, урядник Речі Посполитої.

## Життєпис
Походив зі шляхетського роду Мишковських гербу Ястшембець. Молодший син Олександра Мишковського, старости тишовецького, та Маріанни Бабінської. навчався у Замойській академії, згодом нетривалий час за кордоном. Під час Шведського потопу у 1650-х роках отримав посаду королівського ротмистра. Тут звитяжив у численних битвах під орудою старшого брата Фрацішека.
У 1662 році призначається підкоморієм белзьким.  Отримав староство тишовецьке. 1666 року був депутатом від белзького воєводства до Коронного трибуналу в Любліні. 1672 року був депутатом від белзкого воєводства в Конфедерації ґолембській (на підтримку короля Міхала Вишневецького), де отримав посаду судді. У 1674 році отримує посаду каштеляна Белзького замку. Брав активну участь у польсько-турецькій війні у 1672—1676 роках. Вміла організував оборону Белза та навколишніх замків від нападу татарських загонів. 
У 1673 році підтримав кандидатуру короля Яна Собеського. Перебував на посаді белзького каштеляна до самої смерті у 1687 році.